# União das Freguesias de Malta e Canidelo
União das Freguesias de Malta e Canidelo, kurz Malta e Canidelo, ist eine Gemeinde (Freguesia) im Kreis (Concelho) von Vila do Conde im Norden Portugals.
In der Gemeinde leben 2.291 Einwohner auf einer Fläche von 5,47 km² (Stand nach Zahlen von 2011).
Die Gemeinde entstand im Zuge der Gebietsreform in Portugal am 29. September 2013 durch Zusammenlegung der Gemeinden Malta und Canidelo. Malta wurde Sitz der Gemeinde, die ehemalige Gemeindeverwaltung in Canidelo blieb als Bürgerbüro weiter bestehen.